# جونزتاون (ایندیانا)
جونزتاون (به انگلیسی: Jonestown) یک منطقهٔ مسکونی در ایالات متحده آمریکا است که در شهرستان ورمیلیون، ایندیانا واقع شده‌است. جونزتاون ۱۹۳ متر بالاتر از سطح دریا واقع شده‌است.